# Oxynoemacheilus amanos
Oxynoemacheilus amanos — вид коропоподібних риб родини Nemacheilidae. Описаний у 2021 році.

## Поширення
Ендемік Туреччини. Описаний з джерела Інджесу у верхів'ї річки Хупнік, північній притоці Оронту на півдні країни.

## Опис
Дрібна рибка, до 6 см завдовжки. Від інших видів Oxynoemacheilus відрізняється неповною бічною лінією з 23–45 порами, що закінчується між вертикаллю через початком спинного плавця та анальним отвором, 10–13 порами в інфраорбітальному каналі, глибоко загостреним хвостовим плавцем, у самця відсутня суборбітальна борозна, а на боці — ряд неправильної форми темно-коричневий смуг, що не з'єднані з сідлами на спині.